# جون أورينغر
جون أورينغر (بالإنجليزية: Jon Oringer)‏ (من مواليد 2 مايو 1974) هو مبرمج ومصور ورجل أعمال ملياردير أمريكي، اشتهر بأنه المؤسس والرئيس التنفيذي لشركة شترستوك، وهي شركة إعلامية مقرها مدينة نيويورك. بدأ أورينغر حياته المهنية عندما كان طالبًا جامعيًا في 1990، عندما أنشأ «أحد أوائل أدوات منع النوافذ المنبثقة على الويب». ومضى ليجد حوالي عشر شركات ناشئة  صغيرة استخدمت طريقة اشتراك لبيع «جدران الحماية الشخصية، وبرامج المحاسبة، وحظر ملفات تعريف الارتباط، ومديري العلامات التجارية»، وبرامج صغيرة أخرى.

## تاريخ
في عام 2003، أسس جون أورينغر شركة شترستوك لتوفير التصوير الفوتوغرافي المصغر، والذي تم تداوله علنًا في بورصة نيويورك للأوراق المالية منذ عام 2012. ونتيجة للطرح للاكتتاب العام، تم الإبلاغ عن جون أورينغر في عام 2013 ليكون أول ملياردير تقني في نيويورك. كان لدى شترستوك أكثر من 100000 مساهم اعتبارًا من مارس 2016،  مع «قاعدة عملاء نشطة تبلغ 1.4 مليون شخص في 150 دولة». من بين الجوائز الأخرى، في عام 2012، حصل جون أورينغر على لقب رجل الأعمال التكنولوجي للعام في نيويورك من قبل ارنست ويونغ (Ernst & Young)، وفي العام التالي تم الاعتراف بـ جون أورينغر كواحد من كرين نيويورك 40 تحت 40.

## النشأة والتعليم
ولد جون أورينغر عام 1974 في سكيرديل بنيويورك، حيث أمضى طفولته. بدأ تعلم برمجة الكمبيوتر في المدرسة الابتدائية  في سن الخامسة،  مستخدماً ابل آي آي إي الخاص به لترميز «الألعاب البسيطة والمكونات الإضافية لأنظمة لوحة الإعلانات». مع تقدمه في السن، طور أيضًا صوره كهواية. التحق بمدرسة سكيرديل الثانوية من عام 1988 إلى عام 1992، في سن الخامسة عشرة، كان أورينغر يعلم دروسًا في الجيتار مقابل المال،  ثم انتقل لاحقًا إلى إصلاح أجهزة الكمبيوتر خارج منزل والديه عندما أدرك أنه كان أكثر ربحًا. بدأ أورينغر بيع منتجاته البرمجية الخاصة عبر الإنترنت عندما بدأ الالتحاق بجامعة ستوني بروك في عام 1993، حيث اخترع وبيع آلاف النسخ مما تصفه مجلة فوربس بأنه «أحد أوائل أدوات منع النوافذ المنبثقة على الويب». بعد تخرجه بدرجة البكالوريوس في علوم الكمبيوتر والرياضيات في عام 1997، درس علوم الكمبيوتر في جامعة كولومبيا من عام 1996 إلى عام 1998، وتخرج بدرجة ماجستير.أثناء التحاقه بجامعة كولومبيا، استمر في «محاولة إنشاء منتجات لاستكمال حاجب النوافذ المنبثقة»، مستخدمًا نموذج اشتراك لبيع جدران الحماية الشخصية، وبرامج المحاسبة، وأدوات حظر ملفات تعريف الارتباط، ومديري العلامات التجارية، وبرامج صغيرة أخرى. يقدر أورينغر أنه أسس حوالي عشر شركات ناشئة صغيرة، معظمها كان أورينغر هو الموظف الوحيد.

## حياة مهنية

### تأسيس شترستوك
استمر جون أورينغر في التقاط حوالي 100000 صورة خاصة به على مدار ستة أشهر، وفي النهاية نشر مجموعة تم استبعادها من 30.000 صورة إلى موقع ويب جديد أطلق عليه شترستوك. بتمويل شترستوك بالكامل من مدخراته، استأجر جون أورينغر مكتبًا مساحته 600 قدم مربع في نيويورك للشركة وتولى في البداية جميع الأدوار بنفسه، بما في ذلك خدمة العملاء. مثل مشاريعه السابقة، أتاح الصور عبر الاشتراك، مع تنزيلات غير محدودة ورسوم بدء شهرية قدرها 49 دولارًا أمريكيًا. كما أعلن عن شترستوك على منصات مثل جوجل أدووردز (Google AdWords).
في البداية، عيّن أورينجر أصدقاء للعمل كنماذج للصور المخزنة، ثم استأجر مديرًا للصور لتنظيم جلسات التصوير للشركة. عندما تجاوز الطلب عرض الصور الخاص به، أصبح وكيلًا ووظف مساهمين إضافيين، كما عين فريقًا من المراجعين لضمان «الاتساق التحريري والجودة».

### الاكتتاب
في مايو 2012 قام جون أورينغر بإحضار شترستوك للجمهور بعد تقديمه للاكتتاب العام الأولي في بورصة نيويورك، والتي اكتملت في 17 أكتوبر 2012،  بعد طرح أسهم شركة جون أورينغر للاكتتاب العام، استمرت جون أورينغر في امتلاك حوالي 55 بالمائة من شترستوك، إلى حد كبير من خلال شركة الاستثمار مقتنيات بكسل. ارتفعت قيمة الأسهم خلال العام التالي بشكل كبير، وفي 28 يونيو 2013، أعلن اندريه سيكوين (Andre Sequin)، المحلل في “آر بي سي كابيتال ماركتس” (RBC Capital Market) هو بنك استثماري عالمي يقدم الخدمات في البنوك والمصارف والتمويل وأسواق رأس المال للشركات والمؤسسات الاستثمارية. أن جون أورينغر هو «أول ملياردير يخرج من وادي السيليكون (Silicon Alley) - قطاع التكنولوجيا المزدهر في نيويورك». قدرت ثروته الصافية في ذلك الوقت بنحو 1.05 مليار دولار أمريكي.

### التطورات الأخيرة
في عام 2014، تحدث أورينغر في يوم الفصل 2014 في كلية الهندسة والعلوم التطبيقية بـجامعة كولومبيا. بعد الحفاظ على مقرها في نيويورك لسنوات في مكتب وول ستريت، في مارس 2014، نقل جون أورينغر موقع شترستوك إلى مبنى امباير ستيت.Empire State.
في يناير 2015، أشرف جون أورينغر على استحواذ شترستوك على كل من ريكس فيشرز (Rex Features) وكالة صور رائدة، وهي أكبر وكالة صحفية مستقلة للصور في أوروبا تقدم الأخبار والمشاهير والصور التحريرية والمحتوى المميز للمؤسسات الإعلامية العالمية، وبريميوم بيت (Premium Beat)، وهي خدمة موسيقى ومؤثرات صوتية.

## الجوائز
تم تكريم جون أورينغر بعدد من جوائز الأعمال، وفي عام 2009 تم اختياره في المرتبة 41 في وادي السيليكون، وهي قائمة سنوية تضم 100 من رواد الأعمال والمستثمرين والمديرين التنفيذيين والتقنيين الأكثر نفوذاً في مانهاتن. أطلق موقع بيزنس إنسايدر  على جون أورينغر لقب أروع شخص في جميع تقنيات نيويورك في عام 2013. وقد تم الاعتراف بـ جون أورينغر في يونيو 2012 كأفضل رائد أعمال في مجال التكنولوجيا في نيويورك من قبل ارنست ويونغ (Ernst & Young)، وفي العام التالي تم الاعتراف بـ جون أورينغر كأحد أفراد فئة كرين في نيويورك. 2013 40 تحت 40.

## حياته الشخصية
عام 2012 أصبح جون أورينغر طيارًا معتمدًا لطائرة هليكوبتر تجارية.
في عام 2020، دفع جون أورينغر 42 مليون دولار لقصر ميامي بيتش، مسجلاً رقماً قياسياً في طريق شمال الخليج.

## وصلات خارجيَّة
- الموقع الرسمي